# Сєрова Ельвіра Павлівна
Сєрова Ельвіра Павлівна (рос. Серова Эльвира Павловна) — радянський, український режисер по монтажу.

## Біографічні відомості
Народилась 6 липня 1937 р. у с. Красний Профінтерн Ярославської обл. (РРФСР). 
Працює на Одеській кіностудії.
Член Національної Спілки кінематографістів України.

## Фільмографія
Брала участь у створенні фільмів:
- «Їм було дев'ятнадцять...» (1960, у співавт. з Е. Майською)
- «Дивак-людина» (1962)
- «Товариш пісня» (1966, у співавт.)
- «Вертикаль» (1967)
- «Один шанс із тисячі» (1968)
- «Увага, цунамі!» (1969)
- «Остання справа комісара Берлаха» (1971)
- «Зухвалість» (1971)
- «Сутичка» (1972)
- «Петька у космосі» (1972, т/ф)
- «Причал» (1973, т/ф, 3 с)
- «Відповідна міра» (1974)
- «Ар-хі-ме-ди!» (1975)
- «Квартет Гварнері» (1978)
- «Клоун» (1980)
- «Довгий шлях в лабіринті» (1981, т/ф, у співавт.)
- «Жіночі радощі й печалі» (1982)
- «Секретний фарватер» (1986)
- «Увага: Відьми!» (1990)
- «Дезертир» (1990)
- «Ніч грішників» (1991, «Вища істина бомбіста Олексія»)
- «Повітряні пірати» (1992) та ін.